# Diplolaena eneabbensis
Diplolaena eneabbensis är en vinruteväxtart som beskrevs av Paul G. Wilson. Diplolaena eneabbensis ingår i släktet Diplolaena och familjen vinruteväxter. Inga underarter finns listade i Catalogue of Life.